# Lixophaga limoniina
Lixophaga limoniina là một loài ruồi trong họ Tachinidae.